# Astrometis sertulifera
Astrometis sertulifera is een zeester uit de familie Asteriidae.
De wetenschappelijke naam van de soort werd in 1860 gepubliceerd door Xantus.